# Prix Beatrice M. Tinsley
Le prix Beatrice M. Tinsley, ainsi nommé en l'honneur de l'astronome et cosmologiste Beatrice Tinsley, est remis tous les deux ans par l'Union américaine d'astronomie (AAS) afin de récompenser des recherches significatives dans les domaines de l'astronomie et de l'astrophysique.

## Lauréats
- 1986 : Jocelyn Bell Burnell
- 1988 : Harold I. Ewen, Edward M. Purcell
- 1990 : Antoine Labeyrie
- 1992 : Robert H. Dicke
- 1994 : Raymond Davis Jr.
- 1996 : Aleksander Wolszczan
- 1998 : Robert E. Williams
- 2000 : Charles R. Alcock
- 2002 : Geoffrey Marcy, R. Paul Butler, Steven S. Vogt
- 2004 : Ronald J. Reynolds
- 2006 : John E. Carlstrom (en)
- 2008 : Mark Reid (en)
- 2010 : Drake Deming
- 2012 : Ronald L. Gilliland
- 2014 : Chris Lintott (en)
- 2016 : Andrew Gould
- 2018 : Julianne Dalcanton
- 2020 : Krzysztof Stanek (en) et Christopher Kochanek (en)[1]